# Bierzewice
Bierzewice (prononciation : [bjɛʐɛˈvit͡sɛ]) est un village polonais de la gmina de Gostynin dans le powiat de Gostynin de la voïvodie de Mazovie dans le centre-est de la Pologne.
Il se situe à environ 4 kilomètres au nord de Gostynin (siège du powiat) et à 107 km à l'ouest de Varsovie (capitale de la Pologne).
Le village possède une population de 187 habitants en 2006.

## Histoire
De 1975 à 1998, le village appartenait administrativement à la voïvodie de Płock.